# Seychellblåduva
Seychellblåduva (Alectroenas pulcherrimus) är en fågel i familjen duvor inom ordningen duvfåglar.

## Utbredning och systematik
Fågeln förekommer i ögruppen Seychellerna (Praslin, Mahé, Felicité och Silhouette). Den behandlas som monotypisk, det vill säga att den inte delas in i några underarter.

## Status
Trots det begränsade utbredningsområdet och att den tros minska i antal anses beståndet vara livskraftigt av internationella naturvårdsunionen IUCN.